# James Dundas-Grant

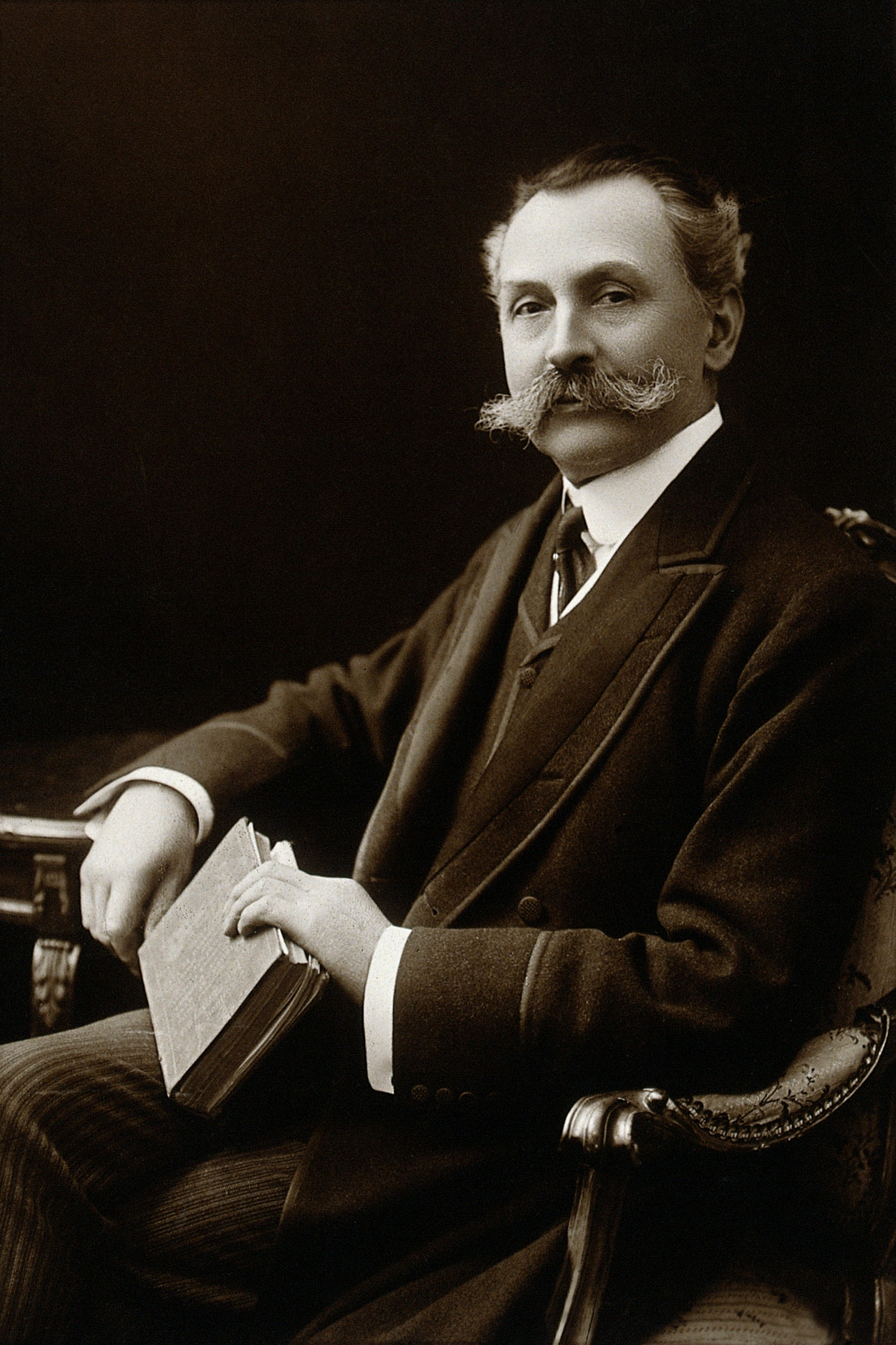
Sir James Dundas-Grant

Sir James Dundas-Grant (* 13. Juni 1854 in Edinburgh; † 13. November 1944 in London) war ein britischer Hals-Nasen-Ohren-Arzt.

## Leben
Sein Vater war James Dundas-Grant, ein Anwalt aus Edinburgh, und seine Mutter war Louise Elizabeth Dundas-Grant (geb. Chapuy). Er ging an der Edinburgh Academy zur Schule und beendete seine Ausbildung am Dunkirk College in Nordfrankreich. Er immatrikulierte sich 1873 als Student an der University of Edinburgh mit dem Master of Arts (MA). Anschließend studierte er kurze Zeit an der Universität Würzburg in Bayern, bevor er sich an der University of Edinburgh Medical School mit dem MB CM in Edinburgh immatrikulierte 1876. Er ließ sich anschließend in London nieder. Er war mit dem Poplar Hospital und dem Shadwell Lying-in Home im Krankenhaus verbunden und konnte Kliniken in London besuchen, in denen er sich für Otolaryngologie interessierte. 1879 schloss er sein Studium an der University of Edinburgh mit Auszeichnung ab. Sein erstes Amt als Chirurg am Central London Nose, Throat und Ear Hospital (später Royal National Throat, Nose und Ear Hospital).
Dundas-Grant wurde Pathologe und dann Chirurg am Central London Nose, Throat und Ear Hospital. 1884 wurde er Fellow des Royal College of Surgeons in Edinburgh (FRCSEd) und sechs Jahre später des Royal College of Surgeons in England. Er war auch Chirurg am Brompton Hospital, am West End Hospital für Neurologie und Neurochirurgie, am Freemasons 'Hospital und am Sussex Throat and Ear Hospital in Brighton. Während des Ersten Weltkriegs war er als Laryngologe in mehreren Militärkrankenhäusern tätig, darunter im King George Military Hospital, in Lord Knutsford's Hospitals und im Russian Hospital for Officers. Er diente auch als Major für Chirurgen im Reserveregiment der 24. Middlesex (Postamt) Rifle Volunteers und war medizinischer Offizier der Londoner Abteilung des National Reserve Corps.
Er war ein produktiver Autor, der Artikel zu einer Vielzahl von Themen in seinem Fachgebiet verfasste. Sein Fachwissen wurde von Kollegen als enzyklopädisch angesehen. Er hatte eine besondere Leidenschaft für die Entwicklung chirurgischer Instrumente, von denen einige weit verbreitet waren.
Dundas-Grant hatte eine lebenslange Leidenschaft für Musik und war Chirurg an der Royal Academy of Music und Chirurg in der Royal Society of Musicians. Ein beliebter Zeitvertreib war das Dirigieren eines Orchesters, das er gegründet hatte.
1917 wurde er Direktor der Hörkliniken des Rentenministeriums und zum leitenden Berater des Ministeriums ernannt.
Dundas-Grant war Vizepräsident der Royal Institution, Präsident der Sektion für Laryngologie der Royal Society of Medicine, Präsident der Sektion für Laryngologie und Otologie der British Medical Association und Präsident der Hunterian Society. Er wurde Ehrenmitglied der Fachgesellschaften in Frankreich, Belgien, Deutschland und den Vereinigten Staaten. 1920 wurde er als Knight Commander des Order of the British Empire (KBE) geadelt. Er heiratete Helen Frith im Jahr 1890. Sie hatten zwei Söhne. Ein Straßenunfall im Jahr 1944 forderte seinen Tribut.

## Schriften (Auswahl)
- mit Andrew Maitland Ramsay, H. Lawson Whale und Charles Ernest West: Injuries of the eyes, nose, throat and ears. London 1915, OCLC 944716251.